# 境トンネル (広島県)
境トンネル（さかいトンネル）は、広島県山県郡安芸太田町と廿日市市にまたがる中国自動車道のトンネル。

## 概要
- 上り線（広島方面）長さ：459m[1]
- 下り線（山口方面）長さ：464m[1]

中国自動車道が開通したばかりの頃は広島北JCT - 鹿野ICの一部区間では暫定2車線で供用していた。境トンネル自体は供用当初から4車線であったものの、上り線ではトンネルを抜けた先1.1km地点より対面通行区間となっていた。

## 歴史
- 1983年（昭和58年）3月24日 - 中国自動車道・千代田IC - 鹿野IC間が開通と共に供用を開始[1]。
- 1988年（昭和63年）7月15日 - 上り線トンネル内で死者5名を出す境トンネル多重衝突炎上事故が発生[1]。
- 1990年（平成2年）9月17日 - 上り線トンネルの先で起こった単独事故による事故渋滞の車列に後続の大型貨物車が追突し、渋滞最後尾の乗用車が前方に停車していた大型貨物車との間に押しつぶされ炎上、乗用車の運転手が死亡する事故が発生[1]。
- 2005年（平成17年）10月1日 - 日本道路公団民営化に伴い、西日本高速道路に継承。

## 事故
上り線のトンネルでは供用開始以来多くの事故が発生している。
中国自動車道上り線は関門橋より当トンネル付近まで概ね上り坂が多いが、当トンネルの手前約2kmの地点より5％の下り勾配となっているため、九州方面からの車両は速度が出やすくなっている。しかし当トンネルは半径610mの右カーブであるうえ、トンネル内部も3.91％の勾配となっているため、高速で進入した車両が曲がり切れなかったり急ハンドルや急ブレーキを行ったりした際にコントロールを失って側壁に衝突する事故が多く発生している。また、冬季は積雪するため積雪によるスリップ事故も発生している。
さらに前述のとおりトンネル内部は右カーブであるため見通しが悪くなっている。そのため事故車両や停車車両を発見するのが遅れ、ブレーキが間に合わなかった後続車が事故車両や事故渋滞の後方の車両に追突する事故が頻発している。

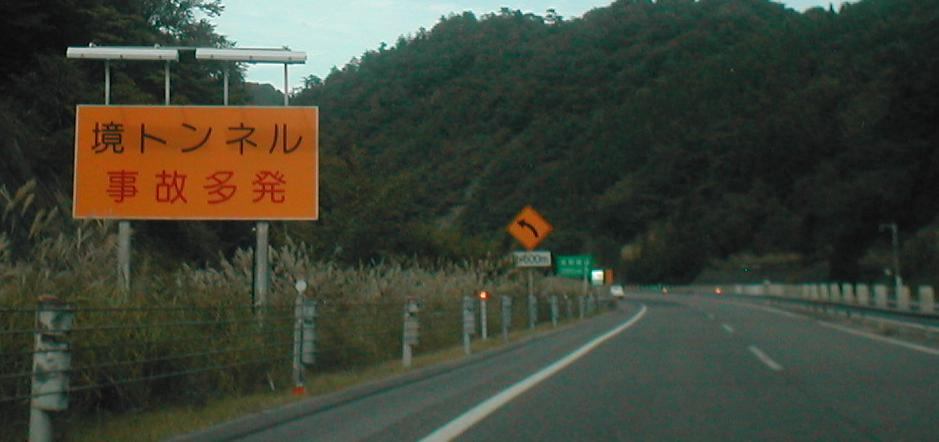
境トンネル（上り線）手前の予告標識

警察や道路管理者は相次ぐ事故への対策としてトンネル手前への警戒標識の設置やトンネル内部のすべり止め舗装の実施設置、パトカー駐留監視場所の設置などを行っている。